# Cirey-lès-Mareilles
Cirey-lès-Mareilles je francouzská obec v departementu Haute-Marne v regionu Grand Est. V roce 2013 zde žilo 125 obyvatel.

## Poloha
Sousední obce jsou: Andelot-Blancheville, Bourdons-sur-Rognon, Chantraines, Mareilles

## Vývoj počtu obyvatel
Počet obyvatel